# Juan Andrés Merklein
Juan Andrés Merklein o Merclein (Anholt, h. 1716-1717 - Zaragoza, 8 de agosto de 1797) fue un pintor español de origen flamenco. 

## Biografía
Su familia se estableció en Zaragoza hacia 1730. Merklein fue el primer profesor de Francisco Bayeu y más tarde también su suegro. En 1742 consiguió el puesto de pintor supernumerario de Felipe V. Se especializaba en retratos, pero pintó también obras religiosas (e.g. San Victorián Abad) y un cuadro alegórico para la Universidad Sertoriana de Huesca titulado Minerva y Sertorio. Además también realizó varias litografías de la Virgen de las Maravillas de Cehegín.